# Victoria de Stefano
Victoria de Stefano (Rímini, Italia, 21 de junio de 1940 - Caracas, 6 de enero de 2023) fue una novelista, ensayista y filósofa venezolana.

## Biografía

### Juventud y familia
Victoria de Stefano nació en la localidad italiana de Rímini en 1940 y luego se trasladó a Venezuela en 1946, viaje que relata en una pequeña biografía en tercera persona, fragmentaria, en el libro Su vida, publicado en 2019 en Bogotá. Se casó con el también filósofo Pedro Duno, con quien tuvo dos hijos; pero se separarían.

### Educación
De Stefano realizó sus estudios primarios y secundarios en el Instituto Politécnico Educacional. Se licenció en Filosofía egresada de la Universidad Central de Venezuela (UCV) en 1962.

### Exilio
De Stefano conoció de primera mano el exilio junto con su marido Pedro Duno y sus dos hijos. Vivieron en La Habana, Argel, Zúrich, París, Barcelona y por último en el Chile de Salvador Allende en los setenta.
Durante su estancia en Cuba tuvieron estrecha relación con Fidel Castro, aunque De Stefano criticaría el autoritarismo del castrismo y declararía que en aquel momento «de alguna manera, quizás tangencialmente, vivimos la utopía cubana y fuimos absolutamente complacientes».

### Regreso a Venezuela
Regresa a Caracas donde trabaja como investigadora en el Instituto de Filosofía de la UCV e impartiendo clases de Estética, Filosofía Contemporánea y Teoría del Arte y Estructuras Dramáticas en las Escuelas de Filosofía y de Arte de la Universidad Central de Venezuela.
Falleció el 6 de enero de 2023 a la edad de 82 años.

## Legado
En 2019, la revista colombiana Arcadia, con un jurado de académicos y críticos de todo el mundo, entre los que se encontraban María Negroni, Leila Guerriero, Jorge Volpi, Jorge Carrión, Horacio Castellanos Moya y Alejandro Zambra, eligió su libro Historias de la marcha a pie como uno de los 100 mejores libros en español escritos por mujeres en los últimos 100 años.

## Publicaciones
Entre sus obras están:

### Novela
- El desolvido (1971),
- La noche llama la noche (1985),
- El lugar del escritor (1990)
- Cabo de vida (1993)
- Historias de la marcha a pie (1997)
- Lluvia (2002)
- Pedir demasiado (2004)
- Paleografías (2010)
- Vamos, venimos (2019)

### Filosofía y ensayo
- Bibliografía sobre Martín Heidegger (1975)
- Poesía y Modernidad, Baudelaire (1984)
- La refiguración del viaje (2004)

### Autobiografía
- Diarios 1988-1989. La insubordinación de los márgenes (2016)
- Su vida (2019)

### Artículos académicos (selección)
- El sueño de mirar hacia atras. La sierra andina de Paolo Gasparini. Nueva Sociedad Nro. 153 Enero-Febrero 1998, pp. 158-160
- Los planetas de Sergio Chejfec. Hispanoamérica, Año 29, No. 86 (Aug., 2000), pp. 139-142

- El doble. Hispanoamérica. Año 30, No. 90 (Dec., 2001), pp. 95-98
- De lo imperfecto en el arte. Unica: Revista de Artes y Humanidades,  1317-102X, Nº. 11, 2004, págs. 109-115
- Mariana y los comanches de Ednodio Quintero. Guaraguao, Año 10, No. 22 (Summer, 2006), pp. 179-183
- Trazos oscuros sobre líneas borrosas. Hispanoamérica, Año 37, No. 110 (Aug., 2008), pp. 63-73
- ¿De dónde venimos? Hispanoamérica, Año 44, No. 131 (Agosto 2015), pp. 97-102
- Aprieta los dientes y aguanta. Sibila: revista de arte, música y literatura,  1135-1675, Nº. 53, 2017, págs. 42-43

## Premios
Ha ganado los siguientes premios:
- Premio Municipal de Ensayo, 1984
- Finalista del Premio Internacional de Novela Rómulo Gallegos, 1999
- Premio Municipal de Novela, 2006